# 赤坂駅 (群馬県)
赤坂駅（あかさかえき）は、群馬県前橋市上泉町にある上毛電気鉄道上毛線の駅である。

## 歴史
- 1933年（昭和8年）12月18日 - 開業。

## 駅構造
単式ホーム1面1線を有する地上駅。無人駅である。
非常に狭いところに立地しており、駐輪場は駅入口の通路にある。

## 利用状況
1日の平均乗降人員は以下の通りである。
| 年度   | 1日平均人数 |
| ------ | ----------- |
| 2011年 | 250         |
| 2012年 | 266         |
| 2013年 | 237         |
| 2014年 | 243         |
| 2015年 | 237         |
| 2016年 | 236         |
| 2017年 | 224         |
| 2018年 | 256         |

## 駅周辺
- 前橋市消防局中央消防署赤坂分署

## バス路線
最寄りのバス停は「赤坂電停」である。
| 乗場     | 系統           | 主要経由地 | 行先         | 運行会社     | 備考 |
| -------- | -------------- | ---------- | ------------ | ------------ | ---- |
| 赤坂電停 | 城南運動公園線 |            | 城南運動公園 | 日本中央バス |      |
| 赤坂電停 | 城南運動公園線 | 前橋駅     | 前橋公園     | 日本中央バス |      |

## 隣の駅
上毛電気鉄道
■上毛線
上泉駅 - 赤坂駅 - 心臓血管センター駅